# スティーヴン・ホッフェンバーグ
スティーヴン・ジュード・ホッフェンバーグ（Steven Jude Hoffenberg、1945年1月12日 - 2022年8月23日）はアメリカ合衆国の実業家、タワーズ・ファイナンシャル・コーポレーションの元会長。後にポンジ・スキームを行っていたことが判明し、1997年に有罪判決を受ける。彼は『ニューヨーク・ポスト』を破産から救い、同紙のオーナーとなった。証券取引委員会は、バーナード・L・マドフによる犯罪が行われるまでは、彼の金融犯罪を「史上最大のポンジ・スキーム事件の一つ」と見做していた。
1987年、ホッフェンバーグは、タワーズ・ファイナンシャル・コーポレーションを支援するためにジェフリー・エプスタインを雇用した。ホッフェンバーグは、ヴィラード・ハウスにエプスタインのオフィスを構えた。
2019年7月、ホッフェンバーグは、エプスタインがポンジ・スキームの「告訴されなかった共謀者」であると述べた。
2022年8月23日、自宅で腐敗した状態で発見された（77歳没）。彼は死の数か月前にはコロナウイルスの陽性反応を報告していた。